# Thümmlitzwalde
Thümmlitzwalde era un comune tedesco nel Land della Sassonia.

## Storia
Il comune di Thümmlitzwalde venne creato nel 1994 dalla fusione dei comuni di Böhlen, Dürrweitzschen, Leipnitz, Ragewitz e Zschoppach.
Nel 2011 venne annesso alla città di Grimma.